# Dave Kilminster
Dave Kilminster es un guitarrista británico. Ha trabajado extensamente como músico de sesión, interpretando para artistas como Roger Waters, Steven Wilson, Keith Emerson, Ken Hensley, Carl Palmer y John Wetton. También ha publicado álbumes en solitario.

## Biografía
En su infancia cantaba en un cuarteto barbershop y cuando joven tocaba piano y quería dedicarse a eso, pero en 1976 se vertió a la guitarra. En su primera adultez trabajó temporalmente con computadoras bajo IBM.
Durante unos años, Kilminster fue tutor de guitarra en la academia Academy of Contemporary Music de Guildford. Realizó transcripciones y grababa piezas de músicos como Yngwie Malmsteem, Eddie Van Halen, Steve Vai y Michael Hedges para las revistas Guitarist y Guitar Techniques.
En 1991 Kilminster ganó la primera competición de Guitarist of The Year (Guitarrista del año) de la revista Guitarist Magazine, con la canción "Sundance".
Dave Kilminster es zurdo e interpretaba guitarra en esa posición, pero tras una dura lesión en su muñeca derecha no pudo volver a tocar bien el diapasón, por lo que cambió de forma permanente a una postura diestra. Admira al guitarrista Jeff Beck por su constante evolución tras décadas de trabajo y considera a Jeff Buckley "el mejor cantante masculino de la historia".

### Trayectoria
En 1996 grabó el álbum de guitarra clásica Playing with Fire con Fraser T Smith y en 2004 lo relanzó.
A finales de los '90, Kilminster tocó en la banda Qango junto a John Wetton (bajo, voces), Carl Palmer (batería) y Geoff Downes (teclados). En uno de sus conciertos, Keith Emerson asistió y entró al escenario, comenzando una relación musical de varios años. De igual forma, realizó giras con The Nice.
En 2007 publicó el álbum en solitario Scarlet con la ayuda del baterista Pete Riley y el bajista Phil Williams quienes lo acompañaban en Keith Emerson Band.  En 2012 fue relanzado como Scarlet - The Director's Cut con el productor Jamie Humphries, debido a la inconformidad del sonido original. En 2014 publicó ... and THE TRUTH will set you free con los mismos músicos. El nombre se debe a que fue grabado al estilo de los álbumes de los 70': en vivo, con partituras escritas a mano y eximiéndose en gran parte de los efectos de producción modernos.
Kilminster participó en el concierto benéfico por el huracán Sandy, a fines de 2012 en el Madison Square Garden.
En 2013 lanzó el álbum acústico con Closer to Earth con el cantante Murray Hockridge. Realizaron una gira de promoción europea.

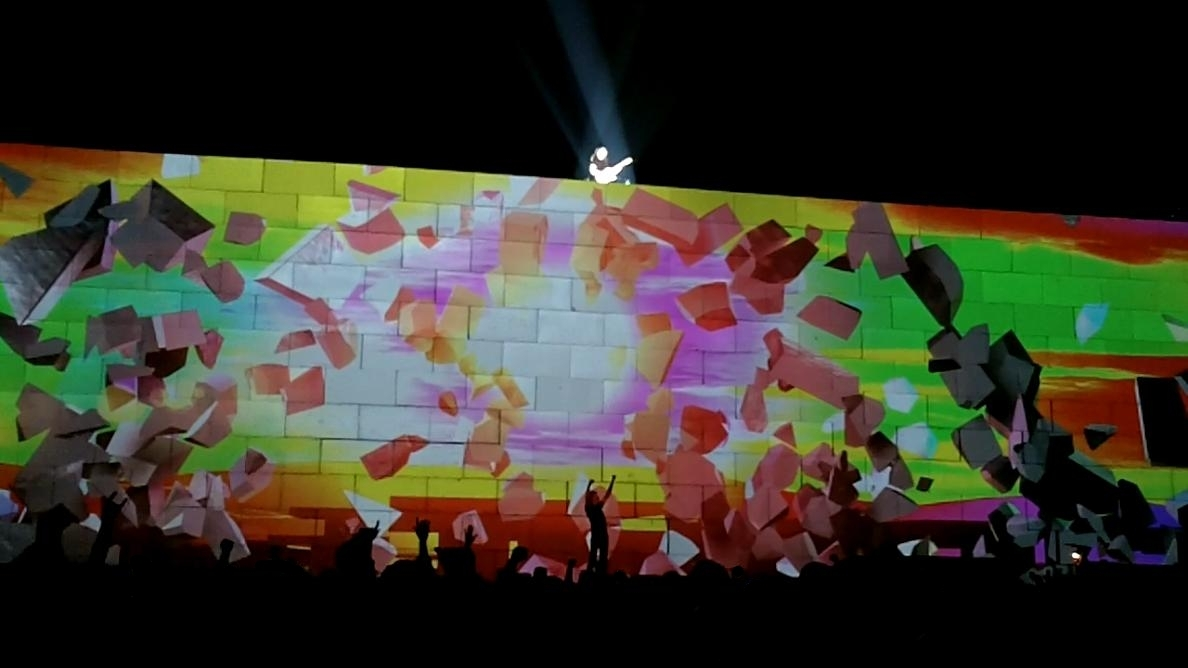
Dave Kilminster tocando el solo de "Comfortably Numb" durante The Wall Live.

En 2006, luego de terminar sus conciertos con Keith Emerson, fue convocado para realizar la gira mundial The Dark Side of the Moon Live de Roger Waters, la cual duró 2 años. Interpretó los solos y cantó las partes de David Gilmour. Luego, tocó en The Wall Live desde 2010 a 2013. Allí realzó su interpretación del solo de "Comfortably Numb" sobre una plataforma gigante.
En mayo de 2015, Dave Kilminster participó en la gira americana de Steven Wilson como reemplazó de Guthrie Govan, el cual tenía compromisos con su banda The Aristocrats. Participó en su álbum de 2016, 4 ½.

## Discografía
En solitario
- 2007 - Scarlet
- 2014 - ... and THE TRUTH will set you free

Con Fraser T Smith
- 1996 - Playing with Fire

Con Murray Hockridge
- 2013 - Closer to Earth

Con Steven Wilson
- 2016 - 4 ½

## Videografía
Con Roger Waters
- 2014 - Roger Waters: The Wall